# Ahrensburg
Ahrensburg en baix alemany Ahrensborg és un municipi de l'estat de Slesvig-Holstein a Alemanya. És la ciutat més gran del districte de Stormarn. El 31 de desembre del 2015 tenia 32.602 habitants.
Els municipis de Wulfsdorf, Beimoor i Kremerberg van fusionar amb la ciutat el 1928. El 1974 s'hi va afegir el municipi d'Ahrensfelde. El 1920, l'obertura de la línia U1 de la metropolitana va contribuir al desenvolupament de la ciutat. El barri d'Hagen va desenvolupar-se a l'entorn de la nova estació.

## Història
S'hi han trobat rics jaciments arqueològics del Paleolític tardà, època en què un poble de colons emparentat amb els bascs ocupava la zona. El prefix del nom actual «Ahrens-» prové d'aran, una paraula basca que significa vall, anterior a l'ocupació pels germans. Molt més tard a l'edat mitjana s'hi va afegir el súfix germà -burg, castell. Val igual per l'antic municipi d'Ahrensfelde (ara fusionat), que significa camp de la vall. Les valls del Hunau i el seu afluent l'Hopfenbach són valls túnels excavades per les aigües de fosa sota la glacera que cobria tota la zona a la darrera edat glacial.
La ciutat actual data de principis del segle xiii quan els Schauenburg hi van construir un primer burg, damunt ruïnes d'un refugi saxó, a la vall de l'Hopfenbach al nucli d'Arnesvelde (avui Ahrensfelde). El 1327 el burg i els camps al voltant van escaure al monestir de Reinfeld. A la reforma protestant al segle xvi el monestir va ser secularitzat i va passar al rei Frederic II de Dinamarca. El 1567 Frederic va donar les terres al general benmerescut Daniel Rantzau (1529-1569) en compensació de deutes i serveis retuts. En morir dos anys després en una batalla prop de Varberg a Suècia, mai no va profitar la seva propietat i el seu germà Peter va heretar les seves terres. Hi va construir una masia castral, el futur castell d'Ahrensburg en estil del renaixement.
El 1759, els Ranzau molt endeutats van vendre al ric negociant i traficant negrer Heinrich Carl von Schimmelmann (1724-1787) que va transformar el castell en estil barroc i urbanitzar el que més tard serà la ciutat d'Ahrenburg. L'activitat principal quedava l'agricultura.
La construcció del ferrocarril Hamburg-Lübeck el 1865 i la connexió el 1920 a la xarxa del metro d'Hamburg en van fer un lloc d'estiueig i excursió dels hamburguesos. La població va continuar creixent fins a uns vuit mil habitants a l'inici de la Segona Guerra Mundial. La sinagoga va ser incendiada a la nit dels vidres trencats el 1938 i més tard la petita comunitat jueva primer va ser deportat i després exterminat sota la dictadura nazi el 1941. Després de la guerra la població va doblejar, sobretot per l'arribada de refugiats i expulsats de les terres que Alemanya va haver de cedir a Polònia, Rússia i Txèquia. El 1949 Ahrensburg va rebre els drets de ciutat. La proximitat amb Hamburg i les bones connexions (ferro)viàries van contribuir a la industrialització al postguerra.
Hi ha un vincle d'amistat entre Esplugues i Ahrensburg i s'organitzen bescanvis culturals. Ahrensburg ha dedicat el carrer Espluguesring a la ciutat agermanada.

## Llocs d'interès
- Castell d'Ahrensburg
- El molí d'aigua del castell
- La cavallerissa
- L'estany del Bredenbek
- Els parcs naturals de l'Estany d'Ahrensfeld (Ahrensfelder Teich), la Vall túnel Stellmoor-Ahrensburg, Höltigbaum i el bosc de Hagen